# Oxid bismutitý
Oxid bismutitý (Bi2O3) je za normální teploty žlutý a za horka červenohnědý prášek nerozpustný ve vodě, methanolu, ethanolu, acetonu i hydroxidech. Je to zásadotvorný oxid, takže s kyselinami reaguje za vzniku bismutitých solí. Vyskytuje se ve čtyřech krystalografických modifikacích – modifikace α (jednoklonná), modifikace β (čtverečná bazálně centrovaná), modifikace γ (kubická tělesně centrovaná) a modifikace δ (kubická plošně centrovaná). Připravuje se spalováním bismutu v atmosféře kyslíku nebo tepelným rozkladem dusičnanu bismutitého Bi(NO3)3 či uhličitanu bismutitého Bi2(CO3)3.